# Heilige-Familie-Kirche (Stettin)
Die römisch-katholische Pfarrkirche zur Heiligen Familie (polnisch Kościół Świętej Rodziny) in Stettin (Szczecin), Ortsteil Westend, liegt an der ulicy Królowej Korony Polskiej 28 (Werderstraße) in Nähe des Parks Kasprowicza (Quistorp-Park) und wurde 1931 als evangelische Kreuzkirche geweiht.

## Geschichte
Der Stettiner Architekt Adolf Thesmacher plante die Kirche im Auftrag der St.-Jakobi-Kirchengemeinde. Die Grundsteinlegung fand im Juni 1929 statt, und am 29. November 1931 konnte das fertiggestellte Kirchengebäude im Rahmen eines feierlichen Gottesdienstes eingeweiht werden.

## Architektur

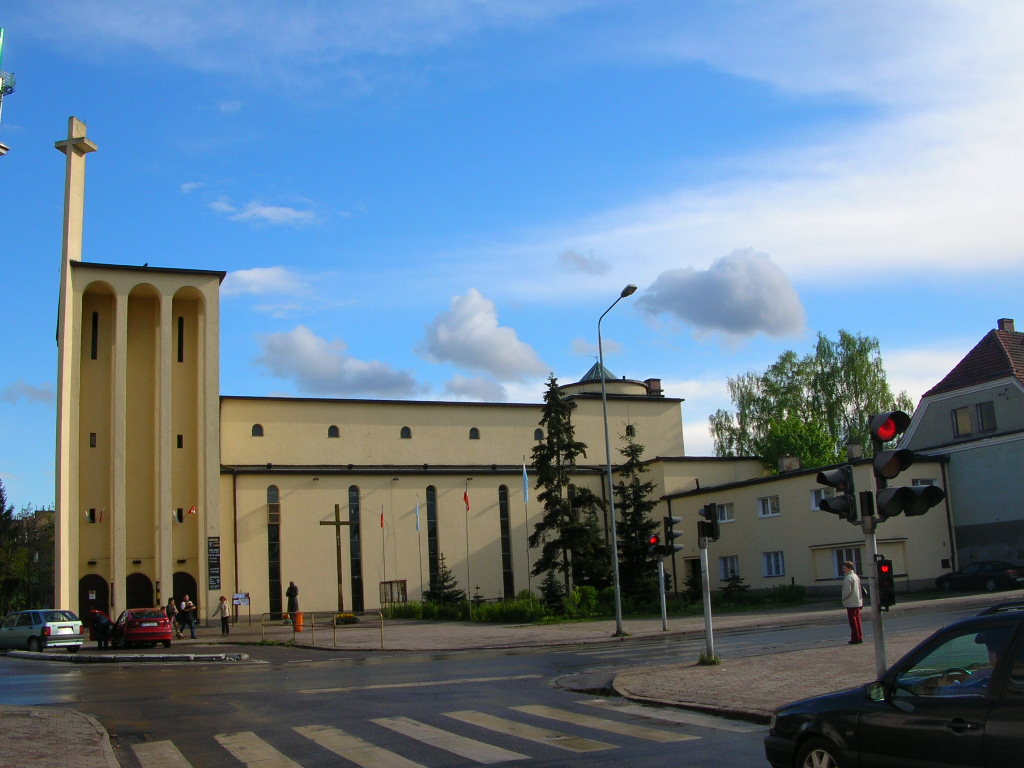
Kath. Pfarrkirche St. Antonius in Schneidemühl (1928–1930) – ein denkbares Vorbild für den Entwurf der Kreuzkirche

Die Architektur zeigt Elemente des Expressionismus, Neuer Sachlichkeit und vor allem des so genannten Heimatschutzstils. Die turmhohe Loggia des Haupteinganges mit den schlanken Rundbögen bildet einen Körper mit den Kirchturm. Im oberen Bereich über den Bögen ist eine Uhr angeordnet. Alle Gebäudefenster und Maueröffnungen besitzen am oberen Ende Rundbögen. Ein weiteres wichtiges Element von Thesmachers Entwurf ist die große Rosette in der Westwand. Diese ist durch vertikale Streben geteilt, anders als bei einer gotischen Rosette, bei der alle Streben im Zentrum enden. Im unteren Bereich der Rosette sind die Pfeifen der Orgel gleichmäßig um den Lichteinlass verteilt. Eine auch vertikal geteilte Wand bildet einen Raum zwischen Rosette und Kirchenraum und beherbergt die Orgelpfeifen. Durch diese Anordnung kann die Abendsonne auf den Altar scheinen. Über dem Chorraum befindet sich ein runder Dachaufbau mit rechteckigen Fenstern, die den Altarbereich, gegenüber den sonst dunklen Innenraum, hell ausleuchten. Mittig auf den runden Dachaufbau steht ein Kreuz. Das Hauptschiff ist 34 Meter lang und 18,5 Meter breit.
Bei einer Kathedrale sind Rosetten in der Regel über den Haupteingängen angeordnet. Dieser ist bei der Kreuzkirche aber nach Norden zur Straße ausgerichtet. Die hohe Loggia mit den schlanken Rundbögen über dem Haupteingang und auch der Dachaufbau über dem Chor erinnern an die ein Jahr zuvor begonnene katholische Pfarrkirche St. Antonius in Schneidemühl (Piła), ein damals viel beachtetes Werk des Architekten Hans Herkommer.
Mit der Kirche wurde auch ein Gemeindesaal mit Bühne errichtet, der heute als Kapelle genutzt wird.

## Veränderungen
In der schlichten Vorhalle der Kirche wurde eine Christus-Skulptur aufgestellt, die ursprünglich ein Teil der Familiengruft Dewitzow auf dem Stettiner Zentralfriedhof war. In den 1950er Jahren wurde der Hauptaltar (entworfen von S. Raciborski) mit einer Pelikan-Skulptur aufgestellt.

## Innenraum der Kirche

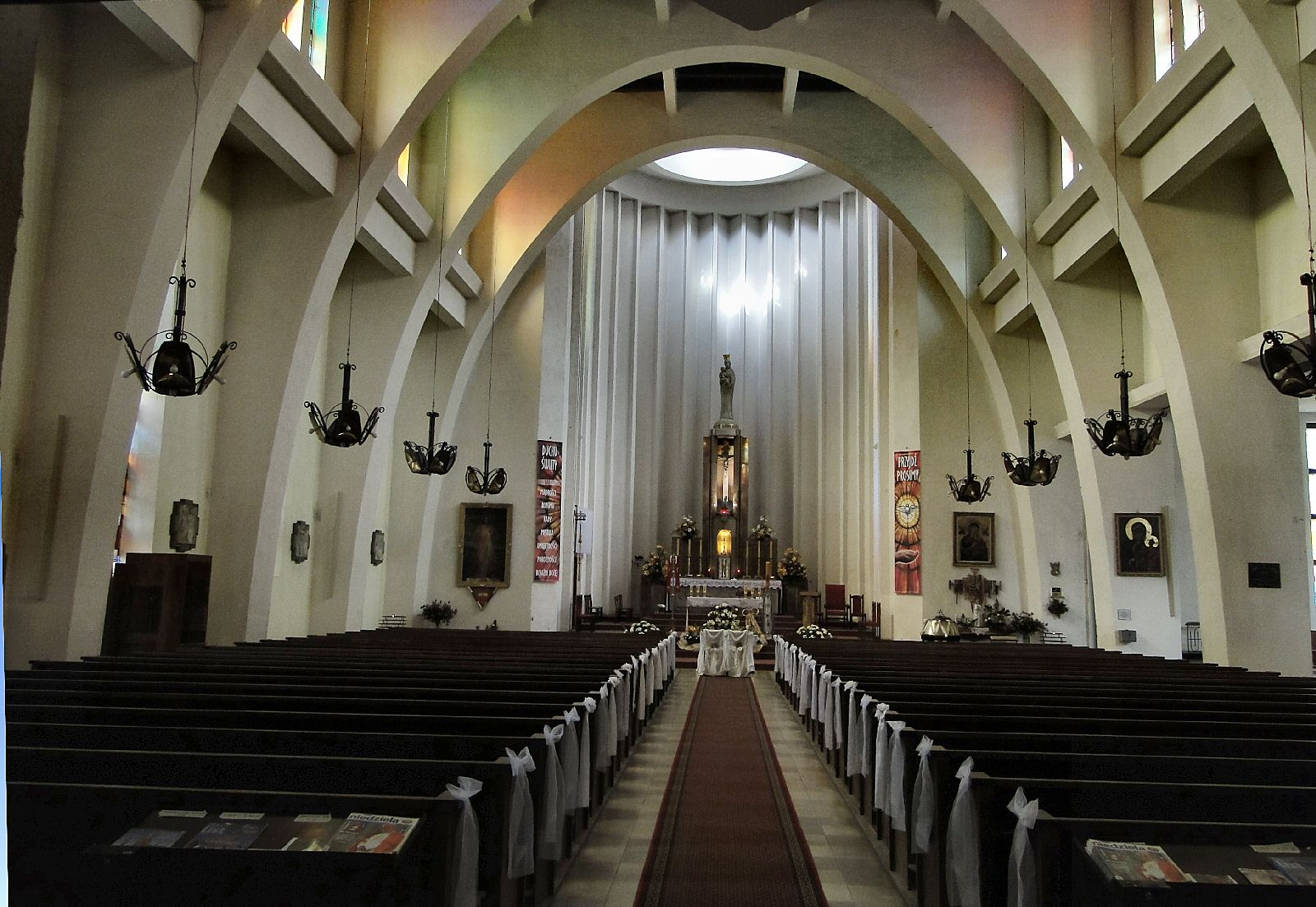
Kirchenschiff
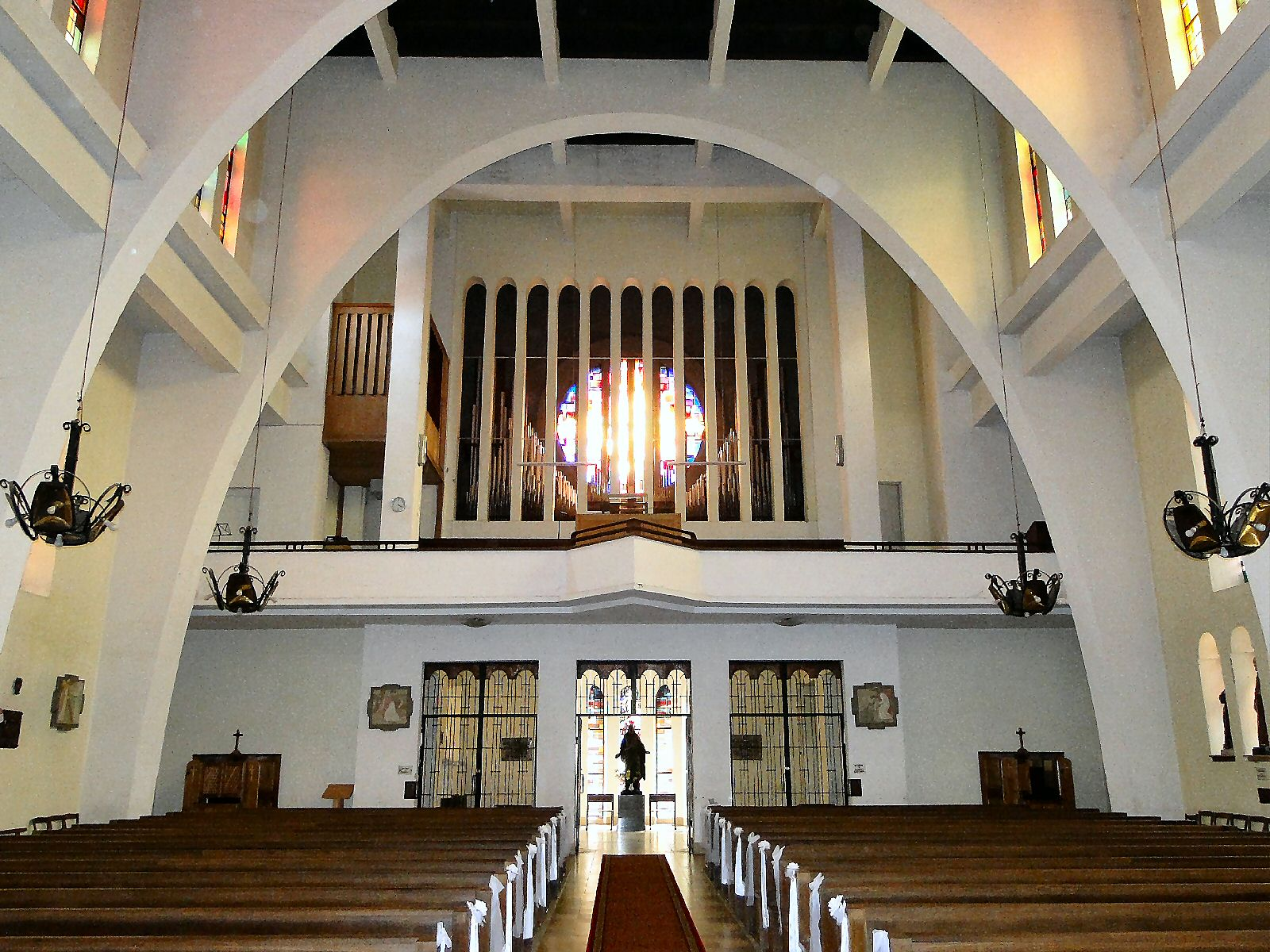
Kirchenschiff
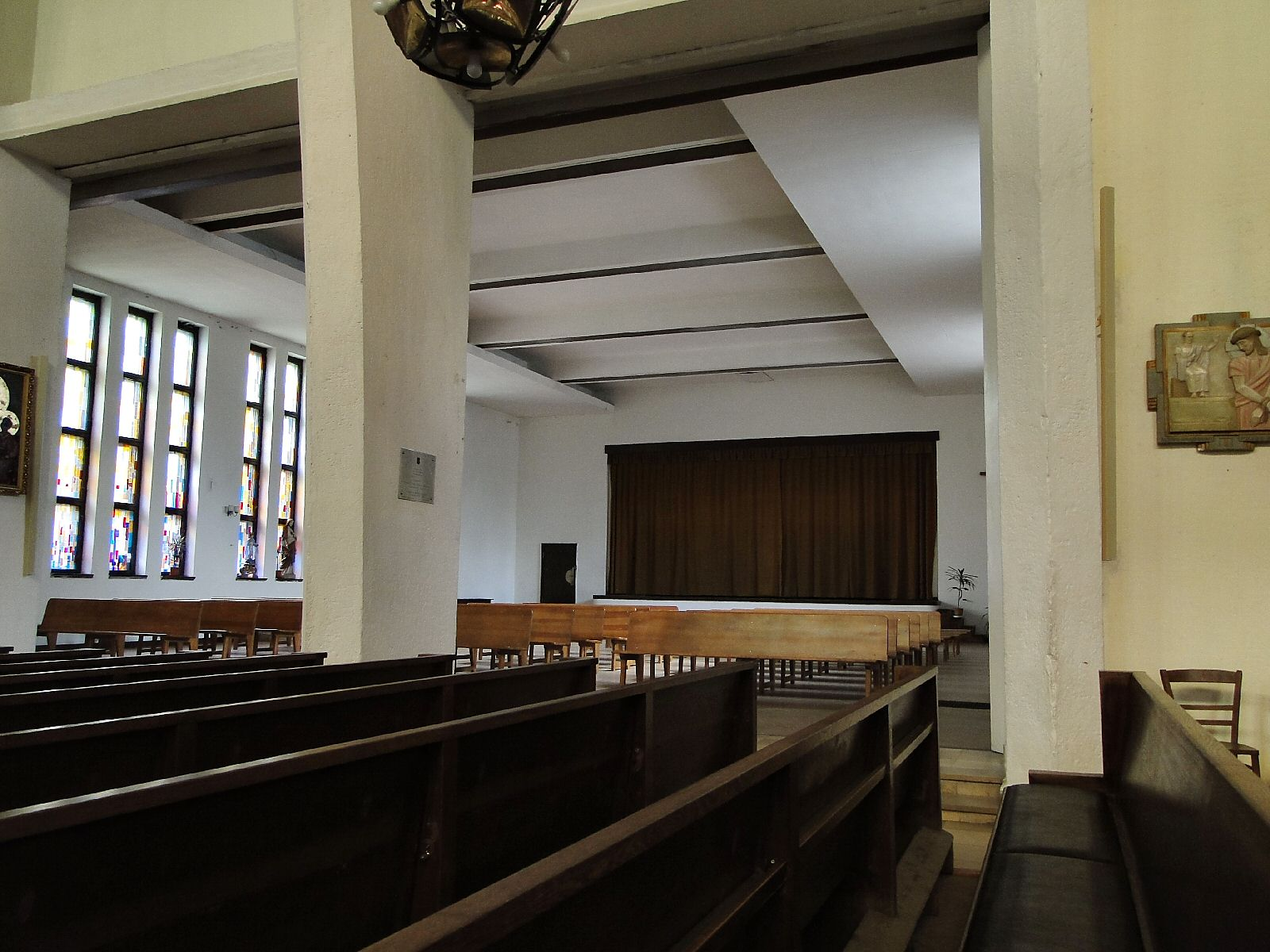
Seitenschiff
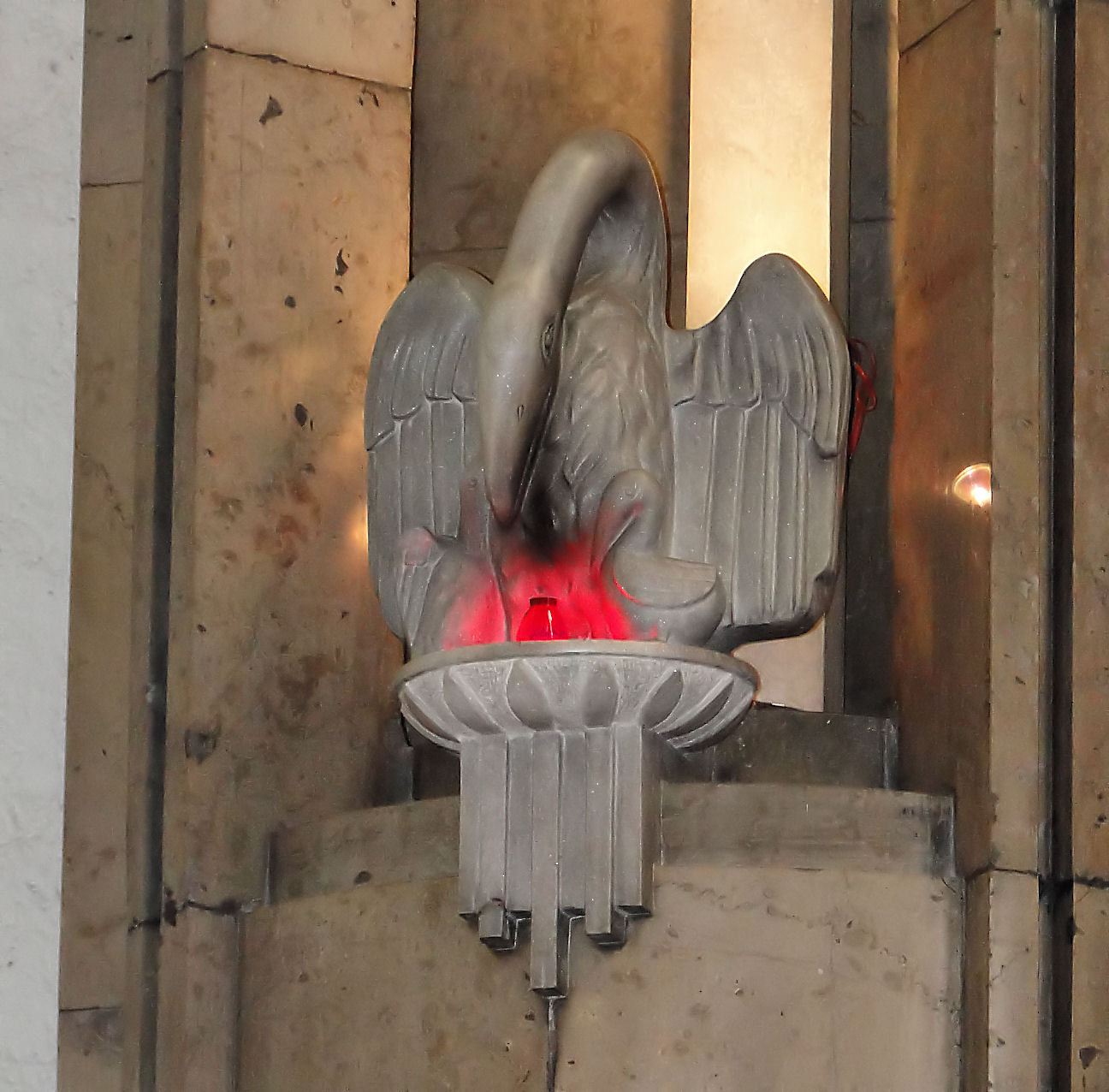
Pelikan-Skulptur am Hauptaltar
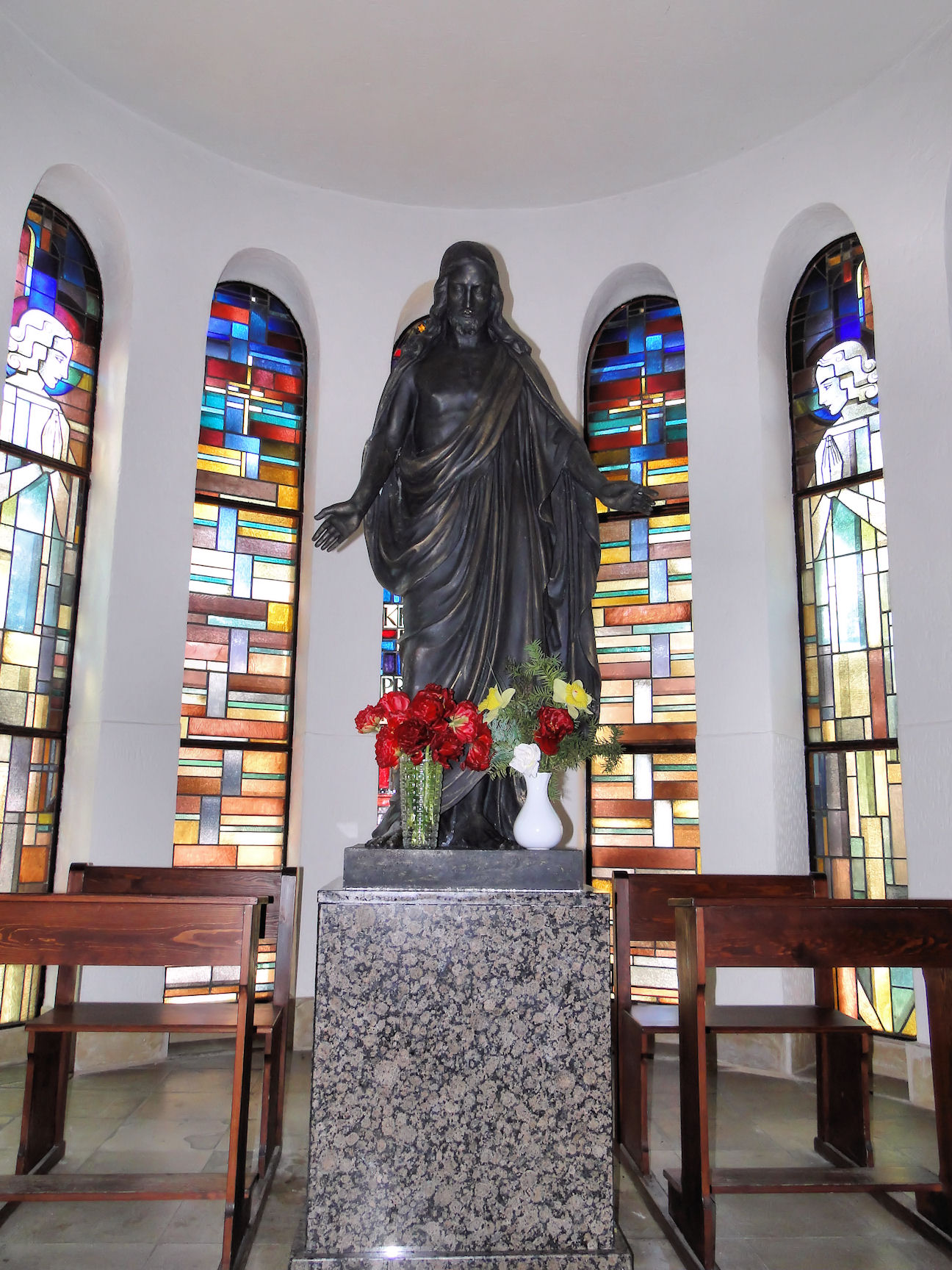
Christus-Skulptur in der Vorhalle

## Außenansicht der Kirche

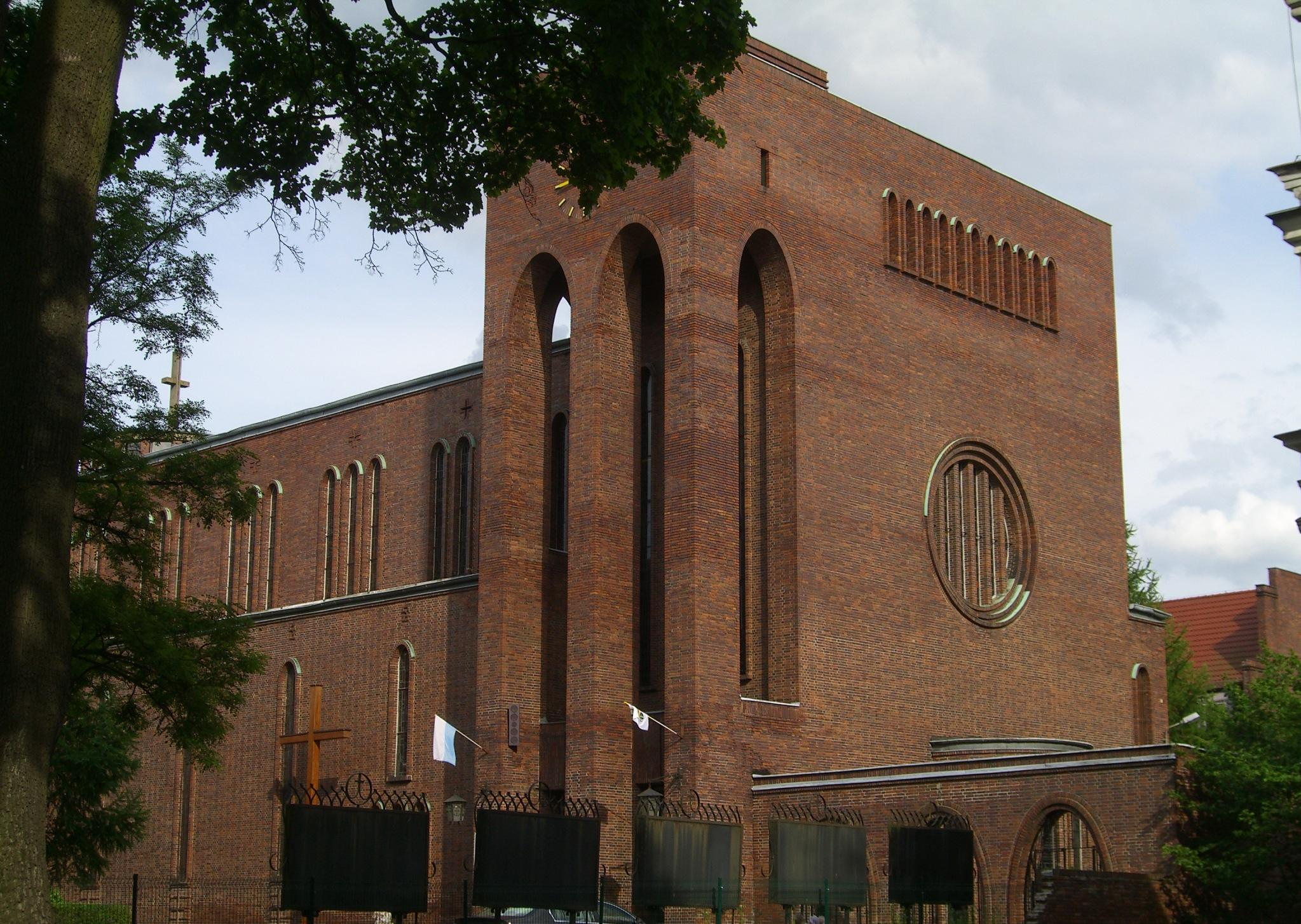
Blick von der Straße aus
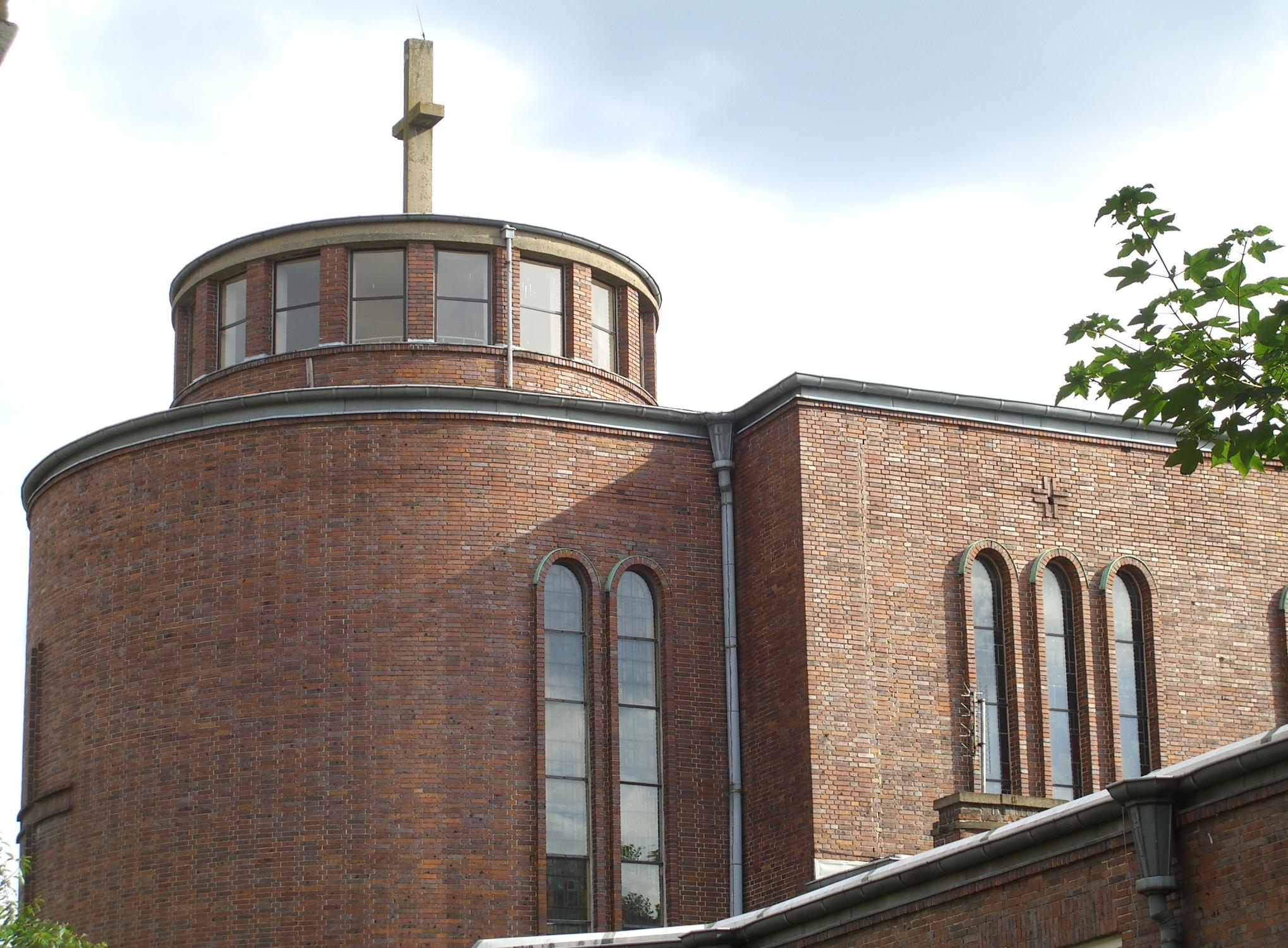
Chor mit Dachaufbau
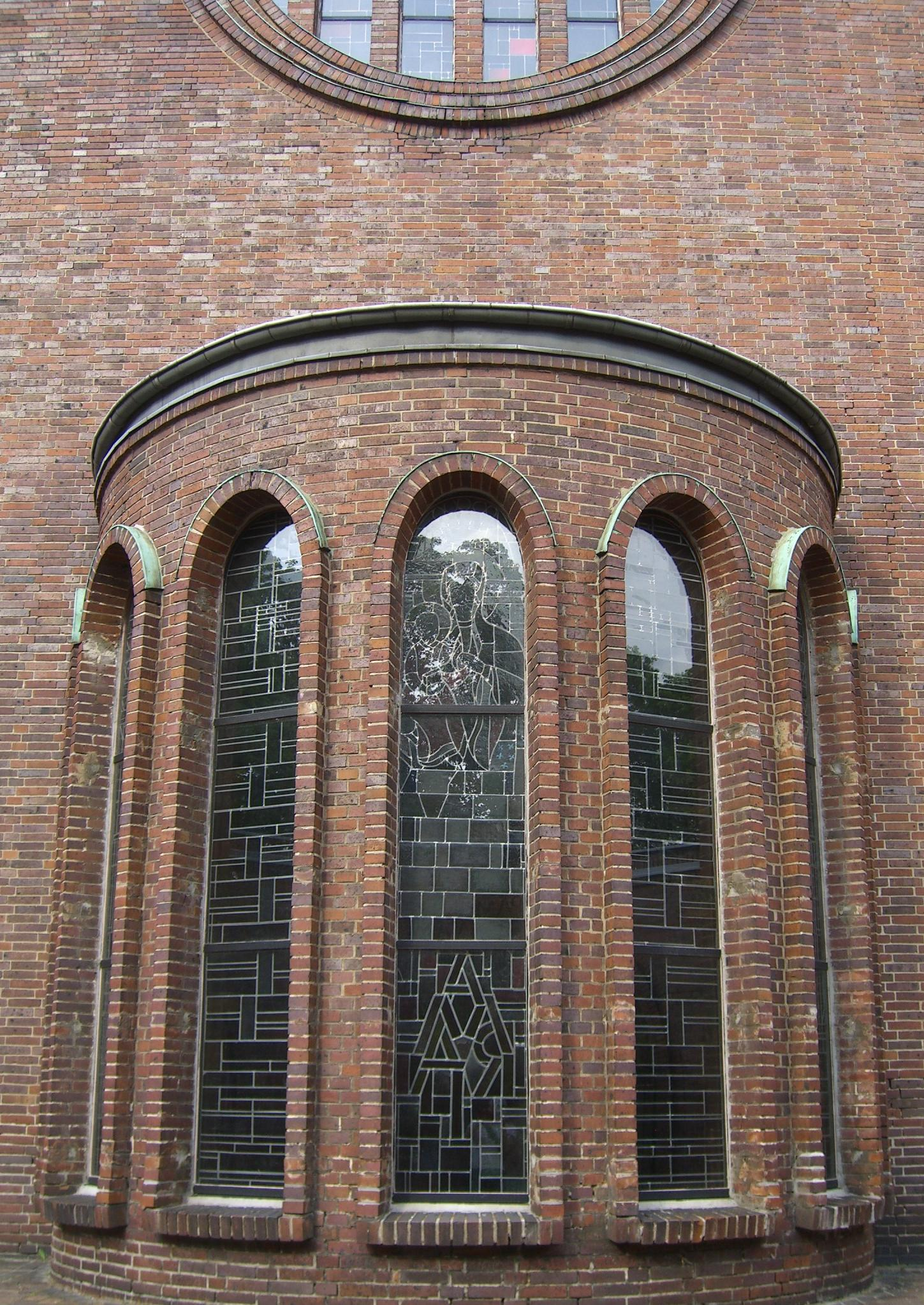
Fenster der Vorhalle und Rosette in der westlichen Turmwand
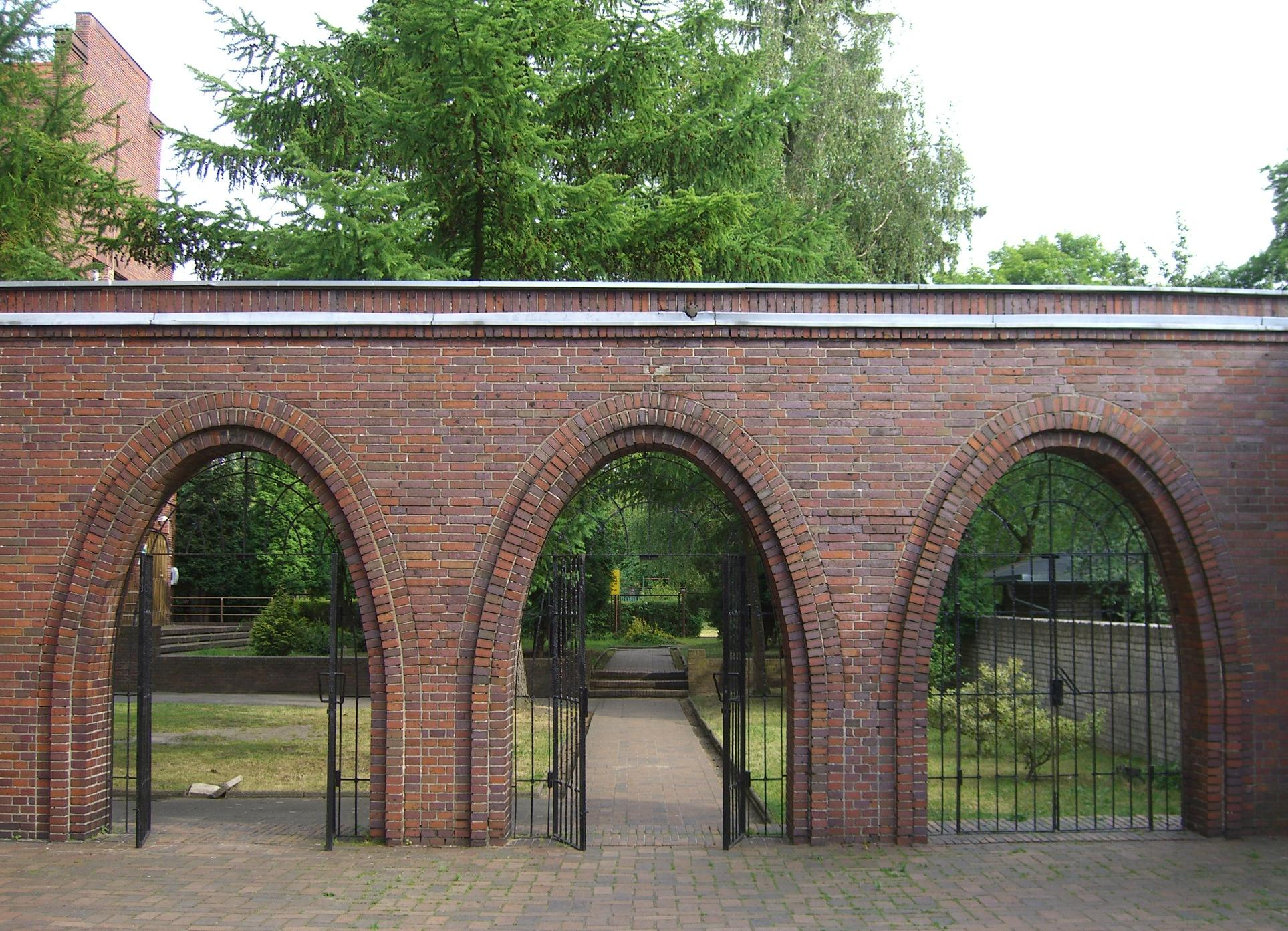
Westlich des Kirchturms, Torbögen zum Gemeindegarten